# 밀양 양여창 묘갈 및 상석
밀양 양여창 묘갈 및 상석(密陽 梁汝昌 墓碣 및 床石)은 대한민국 경상남도 밀양시 용평동 산 25-2번지, 양여창(梁汝昌, 1434-1522)의 묘에 있는 묘갈과 상석이다. 2015년 11월 5일 경상남도의 유형문화재 제593호로 지정되었다.

## 지정 사유
양여창(梁汝昌, 1434-1522)은 자가 백륭(伯隆)이며 본관은 남원(南原)이다. 조부는 생원 양준이고, 아버지는 정략장군 양덕부며, 사헌부 감찰 성자량의 외손이다. 진사 양담이 그 아들이다. 양여창의 부인은 병정교위 배경불의 딸이다.
이 비석은 양여창의 아들 양담과 함께 당시 밀양에서 글씨를 잘 쓰기로 이름난 월연 이태의 글과 글씨로서, 지금은 남아 전하는 것이 거의 없는 희귀한 작품이라는 점에서 우선 의의가 있고, 상석의 배치가 매우 치밀하고 화려하게 설계되어 있어서 문화재로서의 역사성과 예술성이 아울러 높이 평가된다.